# Russ Tamblyn
Russell Irving „Russ” Tamblyn, znany także jako Rusty Tamblyn (ur. 30 grudnia 1934 w Los Angeles) – amerykański aktor, tancerz i choreograf, nominowany do Oscara dla najlepszego aktora drugoplanowego za rolę Normana Page’a w dramacie Peyton Place (1957). W West Side Story (1961) wcielił się w Riffa, przywódcę gangu Jets.

## Życiorys
Urodził się w Los Angeles w Kalifornii jako syn pary aktorskiej − Sally Aileen (z domu Triplett) i Edwarda Francisa „Eddiego” Tamblyna. Jego młodszy brat, Larry, był w latach 60. organistą zespołu Standells. Tamblyn był nadpobudliwym dzieckiem, zaczął zajmować się tańcem i akrobacją w wieku sześciu lat. Jako dziecko uczył się stepowania. Kiedy miał trzynaście 13 lat mieszkał w North Hollywood, uczył się aktorstwa pod okiem Grace Bowman i tańca w North Hollywood Academy, której właścicielami byli jego rodzice. Pod koniec lat 40. występował w radiu i rewiach muzycznych w Los Angeles.
Został odkryty w wieku 10 lat przez Lloyda Bridgesa, który obsadził go w sztuce Stone Jungle, którą reżyserował. Trzy lata później, zadebiutował na ekranie w komediodramacie fantasy Josepha Loseya Chłopiec z zielonymi włosami (The Boy with Green Hair, 1948) u boku Deana Stockwella. W dramacie sportowym The Kid from Cleveland (1949) po raz pierwszy zagrał główną rolę niespokojnego nastoletniego kibica Johnny’ego Barrowsa, któremu pomaga jego ulubiona drużyna baseballowa – Cleveland Indians.
Karierę artystyczną kontynuował w połowie lat 60.; jego prace były prezentowane na wielu wystawach w galeriach i muzeach, w tym w Los Angeles Institute of Contemporary Art i Los Angeles County Museum of Art. W serialu Miasteczko Twin Peaks (1990–1991) wystąpił w roli psychiatry Lawrence’a Jacoby’ego. W 2002 wziął udział w trasie koncertowej Neila Younga Greendale jako reżyser, choreograf i aktor.
14 lutego 1956 ożenił się z aktorką Venetią Stevenson. Rozwiedli się 1 kwietnia 1957. 7 maja 1960 poślubił tancerkę Sheilę Elizabeth Kempton, z którą ma córkę Chinę Faye. W późniejszych latach Tamblyn odkrył, że ma córkę, o której wcześniej nie wiedział od lat 60., z Elizabeth Anne Vigil. 18 grudnia 1979 doszło do rozwodu. W 1981 ożenił się z Bonnie Margaret Murray, z którą ma córkę Amber Tamblyn (ur. 14 maja 1983).

## Filmografia

### Filmy
- 1949: Samson i Dalila (Samson and Delilah) jako Saul
- 1950: Ojciec panny młodej jako Tommy Banks
- 1954: Siedem narzeczonych dla siedmiu braci jako Gideon Pontipee
- 1955: Cała naprzód jako Danny Xavier Smith
- 1956: Ostatnie polowanie jako Jimmy
- 1957: Peyton Place jako Norman Page
- 1958: Tomcio Paluch jako Tomcio Paluch
- 1961: West Side Story jako Riff
- 1962: Jak zdobywano Dziki Zachód jako dezerter konfederatów
- 1962: Wspaniały świat braci Grimm jako leśniczy („Tańcząca Księżniczka”) / Tom Thumb
- 1963: Nawiedzony dom jako Luke Sanderson
- 1964: Długie łodzie wikingów jako Orm
- 1966: Pojedynek potworów jako dr Paul Stewart
- 1971: Dracula kontra Frankenstein jako Rico
- 1992: Twin Peaks: Ogniu krocz ze mną jako dr Lawrence Jacoby
- 2011: Drive jako Doc
- 2012: Django jako syn rewolwerowca

### Seriale
- 1965: Prawo Burke’a jako Maximillian
- 1965: Gunsmoke jako Billy Waters
- 1987: Córeczki milionera jako Roger
- 1989: Zagubiony w czasie jako Bert Glasserman
- 1990–1991: Miasteczko Twin Peaks jako dr Lawrence Jacoby
- 1994: Babilon 5 jako kpt. Jack Maynard
- 1997: Nash Bridges jako Jim Penman
- 1999: Dni naszego życia jako dr Hayden
- 2000: Szpital miejski jako dr Rose
- 2004: Joan z Arkadii jako Dog Walker God
- 2017: Twin Peaks jako dr Lawrence Jacoby
- 2018: Nawiedzony dom na wzgórzu jako dr Montague